# Tossens

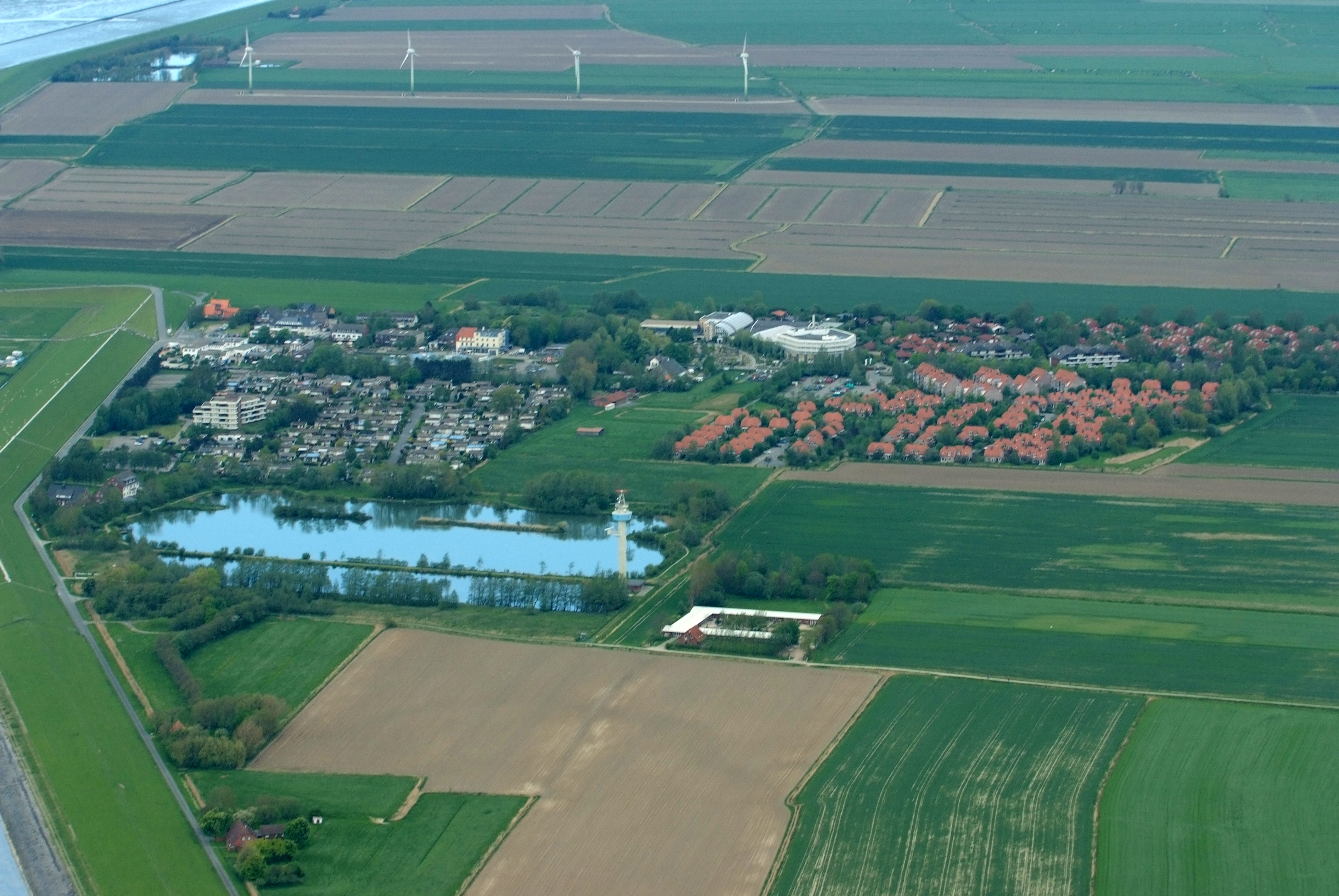
Tossens aus der Luft

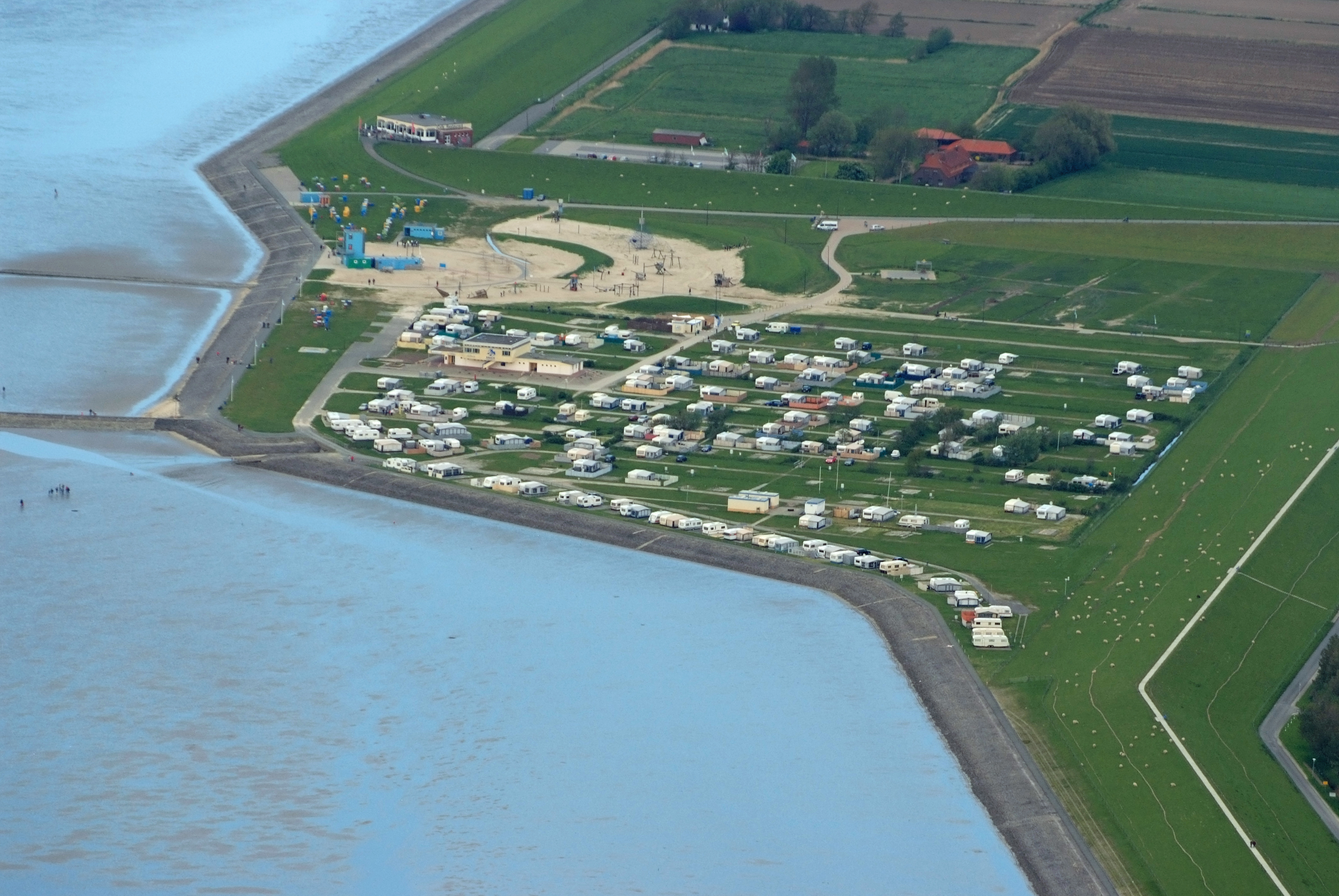
Tossens Strandbad

Das Nordseebad Tossens ist ein Ortsteil der Gemeinde Butjadingen im Landkreis Wesermarsch in Niedersachsen.

## Geografie
Tossens liegt auf der Halbinsel Butjadingen direkt an der Innenjade gegenüber der Stadt Wilhelmshaven. Der Ort befindet sich rund 20 Kilometer von Nordenham entfernt.

## Geschichte
Seit 1420 gibt es eine erste Kapelle in Tossens. Nach der endgültigen Niederlage der Butjadinger Friesen 1514 gehörte Tossens zum späteren Großherzogtum Oldenburg. 1523 wurde der Ort ein eigenes Kirchspiel, im Jahr 1635 die Kirche erweitert. 1892 erhielt Tossens den Titel Nordseebad verliehen. Die Gemeinde Tossens wurde 1933 zusammen mit Eckwarden, Langwarden, Burhave, Waddens und Stollhamm in die neue Gemeinde Burhave eingegliedert, die 1936 in Butjadingen umbenannt wurde. Während des Zweiten Weltkrieges wurde in Tossens die schwere Flakbatterie Kilwa errichtet. 1948 entstand die selbstständige Gemeinde Langwarden mit Sitz in Tossens, die Gemeinde gehörte zum neu entstandenen Bundesland Niedersachsen. Am 1. März 1974 wurde aus den Gemeinden Langwarden, Burhave und Stollhamm die Gemeinde Butjadingen mit Sitz in Burhave gebildet.

## Sehenswürdigkeiten

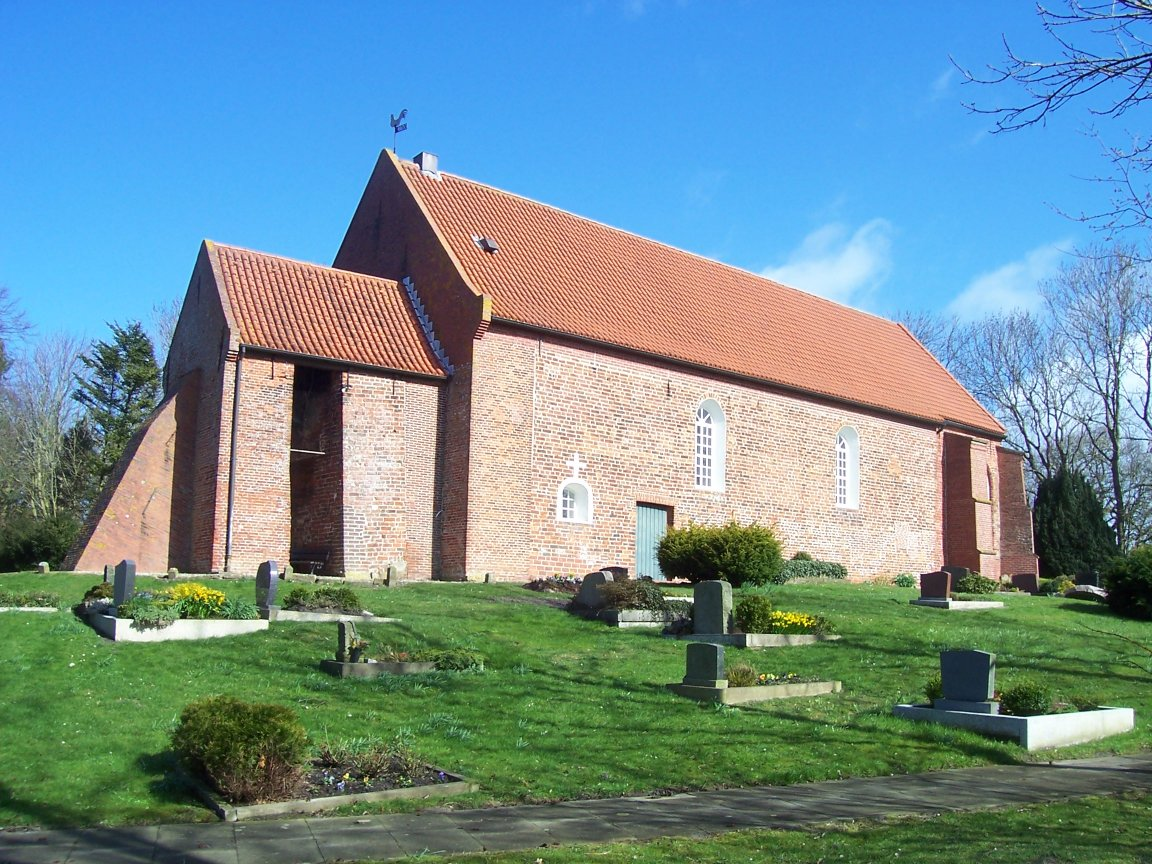
St.-Bartholomäus-Kirche

- St.-Bartholomäus-Kirche Tossens, eine Wurtenkirche aus dem 14. Jahrhundert mit Altararbeiten aus der Werkstatt Ludwig Münstermanns.

## Kultur und Freizeit

### Friesenstrand

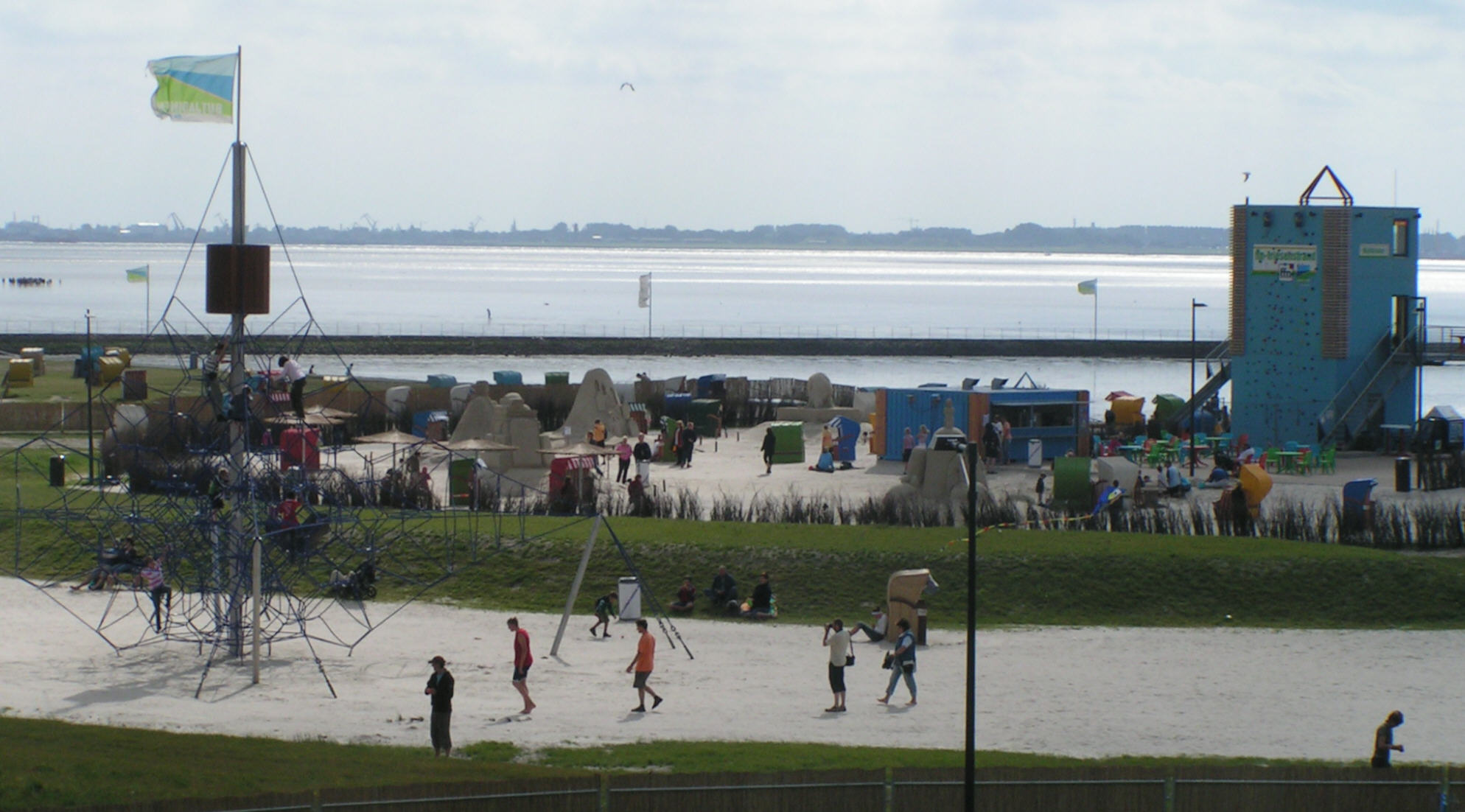
Strand und Jade; im Hintergrund Wilhelmshaven

Am Piratenstrand gibt es zahlreiche Spielgeräte wie eine Piraten Arche Noah, ein Mutprobennetz, eine Seilbahn, einen Wasser- und Abenteuerspielplatz, ebenso ein Beachvolleyballfeld und die Fußballschule am Meer. Der Aussichtsturm bietet einen hervorragenden Blick auf Wilhelmshaven am gegenüberliegenden Ufer der Jade. Auch stellt der Friesenstrand die Endstation der jährlich von Mai bis Oktober stattfindenden Schatzsuche dar.

### Bademöglichkeiten
Bademöglichkeiten bieten die Nordsee und das subtropische Badeparadies Aqua Mundo im Ferienpark Nordseeküste, der seit Dezember 2003 zur Center-Parcs-Gruppe gehört.

### Sand Art Festival

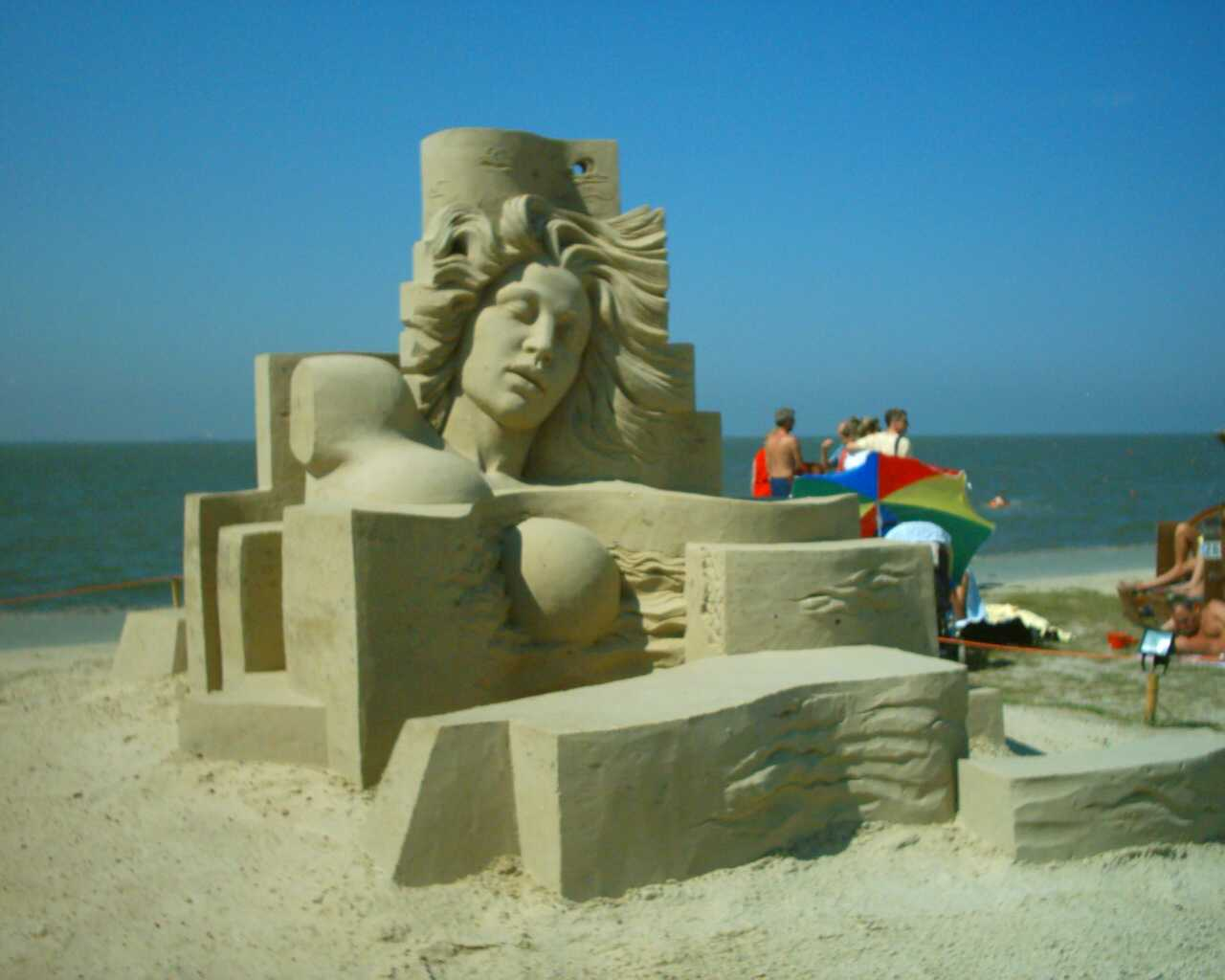
Skulptur des Sand Art Festivals

Bis zum Jahr 2007 fand insgesamt sechsmal das Sand Art Festival statt, bei dem bis zu fünf Meter hohe Kunstwerke aus Sand geschaffen wurden.

### Wattwandern
Von März bis Oktober besteht in Tossens die Möglichkeit, an einer Wattwanderung teilzunehmen. Einzigartig ist hierbei, dass auch in ihrer Gehfähigkeit eingeschränkte Menschen durch die Nutzung von Wattmobilen an der Wattwanderung teilnehmen können.

## Verkehrsanbindung
Fährverbindungen bestehen über die Weser von Nordenham nach Bremerhaven und in den Sommermonaten über den Jadebusen von Eckwarderhörne nach Wilhelmshaven. Von Nordenham aus gibt es eine Bahnverbindung nach Bremen. Die Buslinien 400, 403 und 408 der Verkehrsbetriebe Wesermarsch verbinden Tossens einige Male am Tag mit dem Nordenhamer Bahnhof. Die Gemeinde ist über den Wesertunnel südlich von Nordenham an die A 27 Bremen – Bremerhaven angeschlossen. Über Varel und Jaderberg gelangt man zur A 29 Oldenburg – Wilhelmshaven.

## Personen
- Gerhard Friedrich von Buschmann